# Kałuszyn (gemeente)
De gemeente Kałuszyn is een stad- en landgemeente in het Poolse woiwodschap Mazovië, in powiat Miński.
De zetel van de gemeente is in Kałuszyn.
Op 30 juni 2004 telde de gemeente 6182 inwoners.

## Oppervlakte gegevens
In 2002 bedroeg de totale oppervlakte van gemeente Kałuszyn 94,52 km², waarvan:
- agrarisch gebied: 69%
- bossen: 23%

De gemeente beslaat 8,12% van de totale oppervlakte van de powiat.

## Demografie
Stand op 30 juni 2004:
| Omschrijving                   | Totaal | Totaal | Vrouwen | Vrouwen | Mannen | Mannen |
| ------------------------------ | ------ | ------ | ------- | ------- | ------ | ------ |
| eenheid                        | aantal | %      | aantal  | %       | aantal | %      |
| inwoners                       | 6182   | 100    | 3104    | 50,2    | 3078   | 49,8   |
| bevolkingsdichtheid (inw./km²) | 65,4   | 65,4   | 32,8    | 32,8    | 32,6   | 32,6   |

In 2002 bedroeg het gemiddelde inkomen per inwoner 1281,71 zł.

## Administratieve plaatsen (sołectwo)
Abramy, Budy Przytockie, Chrościce, Falbogi, Garczyn Duży, Garczyn Mały, Gołębiówka, Kazimierzów, Kluki, Leonów, Marianka, Milew, Mroczki, Nowe Groszki, Olszewice, Patok, Piotrowina, Przytoka, Ryczołek, Stare Groszki, Sinołęka, Szembory, Szymony, Wąsy, Wity, Wólka Kałuska, Zimnowoda, Żebrówka.
Zonder de status sołectwo : Marysin.

## Aangrenzende gemeenten
Cegłów, Dobre, Grębków, Jakubów, Kotuń, Mrozy, Wierzbno